# 공포의 에이리언
《공포의 에이리언》(영어: The Borrower)은 1991년에 개봉한 미국의 SF 공포 영화이다. 존 맥노턴이 연출하였으며, 레이 돈 총 등이 출연하였다. 

## 줄거리
연쇄살인을 저지른 한 외계인이 형벌로 유전공학을 통해 열등한 생명체인 인간 몸으로 개조된 후 미개한 행성인 지구로 유배된다.
그러나 강등된 몸 상태는 불완전하고, 신체가 원래 외계인 몸으로 되돌아가려고 하면서 몇 시간마다 머리가 폭발한다. 외계인은 그때마다 마침 주변에 있는 인간의 머리통을 집게발 같은 손으로 뽑아내고, 이 빌린("borrow") 머리통을 목에 꽂아넣는다.
범인 색출을 시작한 형사 다이애나와 찰스는 범인이 인간일 수 없다는 심증을 굳혀가는데...

## 출연
- 레이 돈 총 - 다이애나 피어스 형사 역
- 돈 고든 - 찰스 크리거 형사 역
- 톰 톨스 - 밥 레이니 역
- 앤토니오 파개스 - 줄리어스 역
- 래리 퍼넬 - 스카첼리 경감 역
- 트레이시 아널드 - 간호사 역
- 토니 아멘돌라 - 의사 역
- 메이천 에이믹 - 록밴드 그루피 역